# 肯蒂什鎮站
肯蒂什鎮站（英語：Kentish Town station）是倫敦地鐵和英國國營鐵路公司的一個車站，位於卡姆登區肯蒂什鎮，位於倫敦第2收費區。肯蒂什鎮站是北線磨坊山支線的車站，是一個地面車站，有兩個倫敦地鐵的月台。車站開通於1868年。
因進行車站改善工程，自2023年6月23日起暫時封閉，所有列車皆不停靠。原本預計於2024年夏季完成，但現時已通知封閉期已延長至同年年底。